# الفنت و کاسل
الفنت و کاسل (به انگلیسی: Elephant and Castle) یک ناحیه در لندن است که در منطقه سات‌ارک لندن واقع شده‌است.